# 赵维山
赵维山（1951年12月12日—），男，黑龙江省哈尔滨市阿城区永源镇人，“东方闪电”的创始人，自称为“全权的主”。 1991年，“永源教会”被当地政府定为非法组织，并被查封。2000年经日本来到美国，2001年6月以“中国家庭教会东方闪电派”的名义申请政治避难。

## 簡历
赵维山於1951年12月12日出生於哈爾濱阿城縣的工人家庭，本名為赵坤，其父為哈爾濱鐵路局工人。而在高小時候，他正式易名為赵维山。
1967年至1988年間，赵维山曾從事木匠，及後輾轉於哈爾濱鐵路局、新華第二印刷廠、澱粉廠等多個政府事業單位擔任工人，並藉此機會向其他職工傳教。由於趙維山工作表現不佳，於1988年被單位解僱。1976年，赵维山與前妻付雲之結婚，直至1989年將其拋棄為止。
1983年，赵维山開始參與當地長老派教會聚會，並曾擔當詩班成員。及後，在教義上漸漸與長老派出現分歧，最後離開教會。
1989年开始，赵维山带领一批“呼喊派”人员於哈爾濱市內永源縣创立「东方闪电」的前身「能力主」，自称「能力主」。1991年，其成员达数千人。在受到当地公安机关的查处后，赵维山从黑龙江省转战到当时“呼喊派”信徒较多的河南省清丰县继续发展。
1993年，赵维山从众多的追随者中选出7名视为“神的化身”的女人，与自己一同作为“实际神”的主要领袖及骨干分子，分别以“全备”、“全荣”、“全知”、“全能”、“全权”等名称，他实际上得到了最高领导权位。
2000年，赵维山在公安机关的追捕下化名徐维山，办理了出国护照，之后离境赴东京，后又辗转到了美国。2001年在纽约以“逃避宗教迫害”为由，申请“政治避难”，并在纽约设立了总部，建立了网站。随后，迅速在日本、韩国、印尼、马来西亚等亚洲国家及美国、加拿大等欧美国家发展了大批信徒。